# INNOCENCE
《INNOCENCE》是日本女歌手藍井艾露的第3張單曲，於2012年11月21日由SME Records發售。

## 概要
《INNOCENCE》為繼在2011年的《AURORA》後，藍井艾露的第3張單曲，是電視動畫《刀劍神域》妖精之舞篇的主題曲。
《INNOCENCE》是在Eir出道前寫的，主題是不放棄夢想繼續行走。而《Velvet Tears》則是以北歐神話中的奧丁為主題，是一首非常快的歌曲。
販賣形式分為初回版、通常版和限定版3種，其中初回版和限定版附有DVD，前者收錄了INNOCENCE的PV，而後者則收錄了限定版特有的曲子——《dear brightness》。
另外，在未發行專輯前的2012年11月3日舉行的早稻田大學動漫聲優會中的「早稻田 de Ei Ei Ru!」活動時藍井艾露演唱此曲的時候已經非常受歡迎。

## 反應
在2012年11月7日，《INNOCENCE》在mora、多玩國的「超！放送局」和「放送局」與RecoChoku的日榜中都取得了第1名。而在同年12月3日Oricon公信榜的週榜中，《INNOCENCE》則取得了第6位。另外，《INNOCENCE》的銷售數量達到2.5萬份，比第一張專輯《MEMORIA》的1.4萬份更高，也同時刷新了Eir的個人最佳成績。

## 評價
Billboard JAPAN的武川春奈形容《INNOCENCE》是一首「把擁有生動的色彩的美觀共鳴，並釋放它的活力」的歌，並稱這首曲子是Eir最完美的作品。

## 收錄曲

### 初回生產限定盤、通常盤
1. INNOCENCE [4:37]
作詞：Eir/重永亮介（日语：重永亮介）、作曲：重永亮介、編曲：下川佳代（日语：下川佳代）/重永亮介
電視動畫《刀劍神域》ALO編主題曲
2. Velvet Tears [4:32]
作詞：rino（日语：rino）、作曲・編曲：黑須克彥（日语：黒須克彦）
3. last forever [4:41]
作詞：杉惠尤莉加、作曲：Eir、編曲：安瀨聖
4. INNOCENCE（Instrumental）

DVD（初回限定盤）
1. INNOCENCE（Music Video）
2. The Making of"INNOCENCE"

### 期間限定盤
1. INNOCENCE [4:37]
2. Velvet Tears [4:33]
3. dear brightness [4:39]
作詞：mao、作曲：安田史生（日语：安田史生）、編曲：新井弘毅（日语：新井弘毅）
4. INNOCENCE（TV Size Ver.） [1:29]

DVD
1. INNOCENCE -SWORD ART ONLINE non-credit opening-

## 收錄專輯
| 曲名      | 專輯     | 發售日期      | 備註       |
| --------- | -------- | ------------- | ---------- |
| INNOCENCE | 《BLAU》 | 2013年1月30日 | 錄音室專輯 |

## 外部連結
- 初回限定盤（页面存档备份，存于）
- 通常盤（页面存档备份，存于）
- 期間限定盤（页面存档备份，存于）